# Хантер С. Томпсон
Хантер Стоктон Томпсон (енгл. Hunter Stockton Thompson; Луивил, 18. јул 1937 — Вуди Крик, Колорадо, 20. фебруар 2005) био је амерички новинар и писац. Приписује му се стварање Гонзо новинарства, стила новинарства у коме се новинари толико уживљавају у предмет репортажа да постају главни јунаци својих прича. Такође је познат по заговарању и употреби психоделичних и других дрога за мењање свести (а нешто мање и алкохола и ватрених оружја), својим анархосоцијалистичким погледима, такође се залагао и за иконоборствени презир према ауторитетима.

## Биографија
Томпсон је одрастао у Луивилу (енгл. Louisville), као дете Џека Роберта Томпсона, службеника осигурања, и домаћице Вирџиније Реј Дејвинсон. У детињству га је занимао спорт, поготово бејзбол.
У средњој школи постаје члан локалног књижевног клуба, али из њега бива избачен 1955. након што је осуђен за саучесништво у оружаној пљачки. Након издржаних 60 дана казне се прикључио Америчком ратном ваздухопловству, да би касније у ваздушној бази на Флориди постао уредник спортске рубрике тамошњег листа The Command Courier. Осим за тај, под псеудонимом је писао чланке и за локалне цивилне листове.
Након изласка из ваздухопловства Томпсон почиње радити као новинар за разне листове, при чему је често морао мењати послове због проблема са ауторитетима, тешке нарави и склоности инцидентима. У Бразилу је 1963, радећи за тамошњи лист на енглеском језику Brazil Herald, упознао своју прву супругу Сандру. С њом ће имати једног сина, Хуана Фицџералда Томсона (рођ. 1963) и још двоје деце која су преминула убрзо након порођаја.
При повратку у САД, Томпсон постаје фасциниран растућом контракултуром, тако да се 1965. прикључује мотоциклистичкој банди Анђели пакла и своја искуства претаче у истоимену књигу која му доноси славу, постаје творац новог новинарског стила - гонзо.
Након те књиге велики број водећих америчких листова га ангажује да пише о контракултури, тако да је извештавао и о Лету љубави у Сан Франциску. Крајем 1968. купује имање у близини Вуди Крика(Woody Creek) у Колораду, које ће му бити дом до краја живота.
Врло је брзо постао један од најпознатијих мештана, тако да се 1970. кандидује за шерифа округа Питкин. Током кампање се залагао за декриминализацију дроге, а изборе је тесно изгубио. Своја је искуства касније износи у познатом чланку Battle of Aspen.
Годину касније, Томпсон путује у Лас Вегас да би извештавао о мото-трци, која му после служи као инспирација за роман Параноја у Лас Вегасу, који постаје и до смрти остаје његово најпознатије дело. Иако је и раније експериментисао с Гонзо новинарством, та књига постаје најбољи пример тог стила, а многи је сматрају најбољим описом почетка краја како америчког сна, тако и контракултуре 1960-их.
Томпсон је сличан стил користио у чланцима за часопис Ролинг стоун везаним за Демократске странке за председничке изборе 1972. године, а од којих настаје још једно битно дело, књига Fear and Loathing on the Campaign Trail '72.
То је, међутим, био последњи велики Томпсонов успех. Како је радикализам 1960-их замирао, тако је и америчка публика имала све мање разумевања за његов специфични стил новинарства. Године 1980. се на основу његових чланака снима биографски филм „Тамо где бизони лутају“ (Where the Buffalo Roam) где Томпсона тумачи комичар Бил Мари (енгл. Bill Murray). Исте се године развео од супруге.
После развода Томпсон све више повлачи из јавности, тек повремено објављујући чланке, који су његовим ватреним поклоницима представљали разочарање. Године 2003. се оженио за своју дугогодишњу сарадницу Аниту Бејмук.
20. фебруара 2005. Томпсон извршава самоубиство испаливши метак из пиштоља себи у главу. У опроштајном писму је као разлог навео „старост и недостатак забаве“. Осам месеци касније, Томпсонов пепео, у складу с његовом жељом, испаљен је из топа са 50 m високог торња који је сам дизајнирао.